# مدرسه کسب‌وکار هاروارد
مدرسه کسب‌وکار هاروارد (انگلیسی: Harvard Business School) دانشکده  کسب‌وکار دانشگاه هاروارد در بوستون واقع در ایالت ماساچوست آمریکا است. این مدرسه یک برنامهٔ بزرگ تمام‌وقت ام‌بی‌ای، برنامه‌های دکترا، HBX و بسیاری برنامه‌های آموزش اجرایی ارائه می‌دهد.

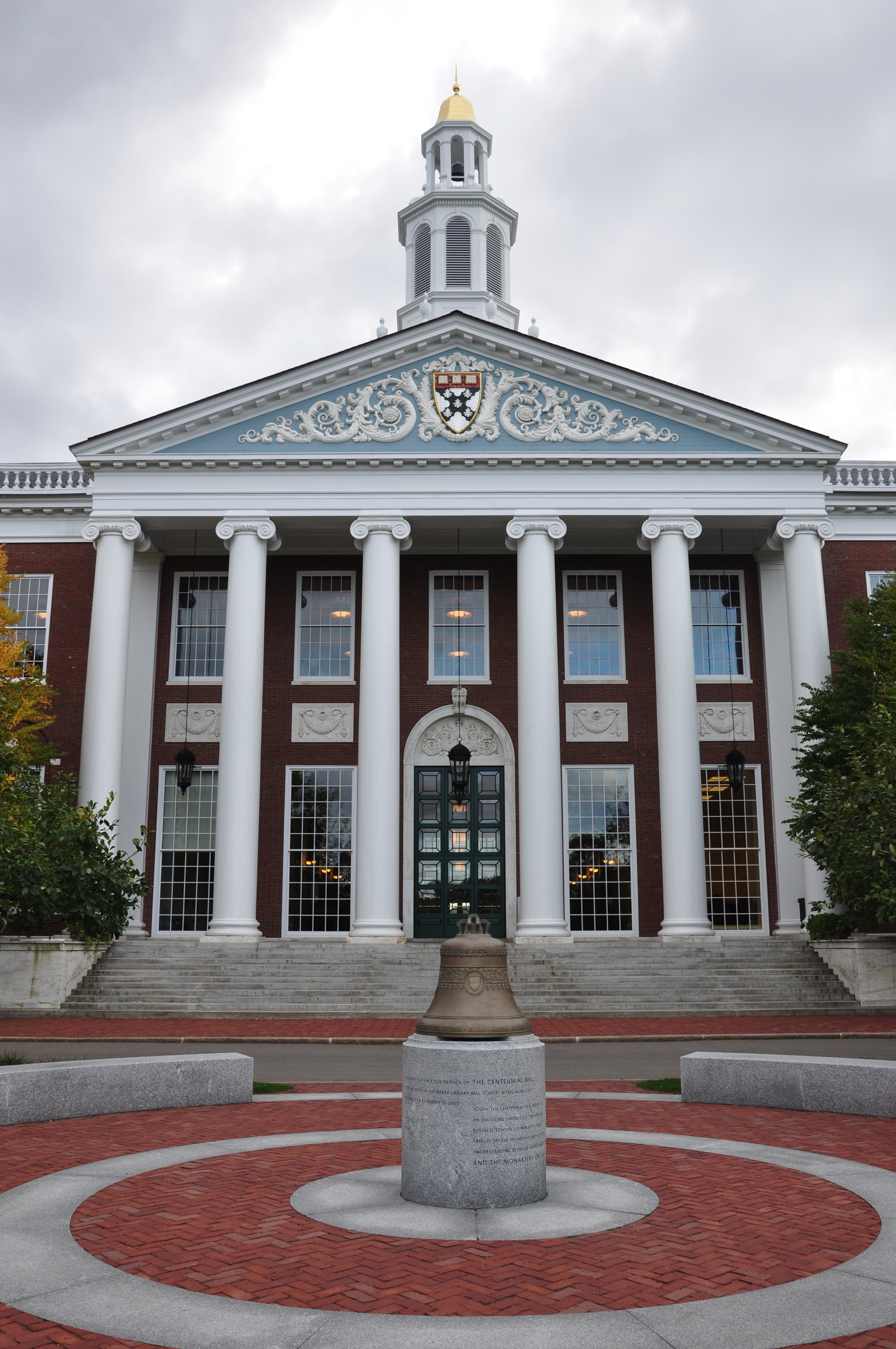
کتابخانه بیکر